# Florence + the Machine/Auszeichnungen für Musikverkäufe

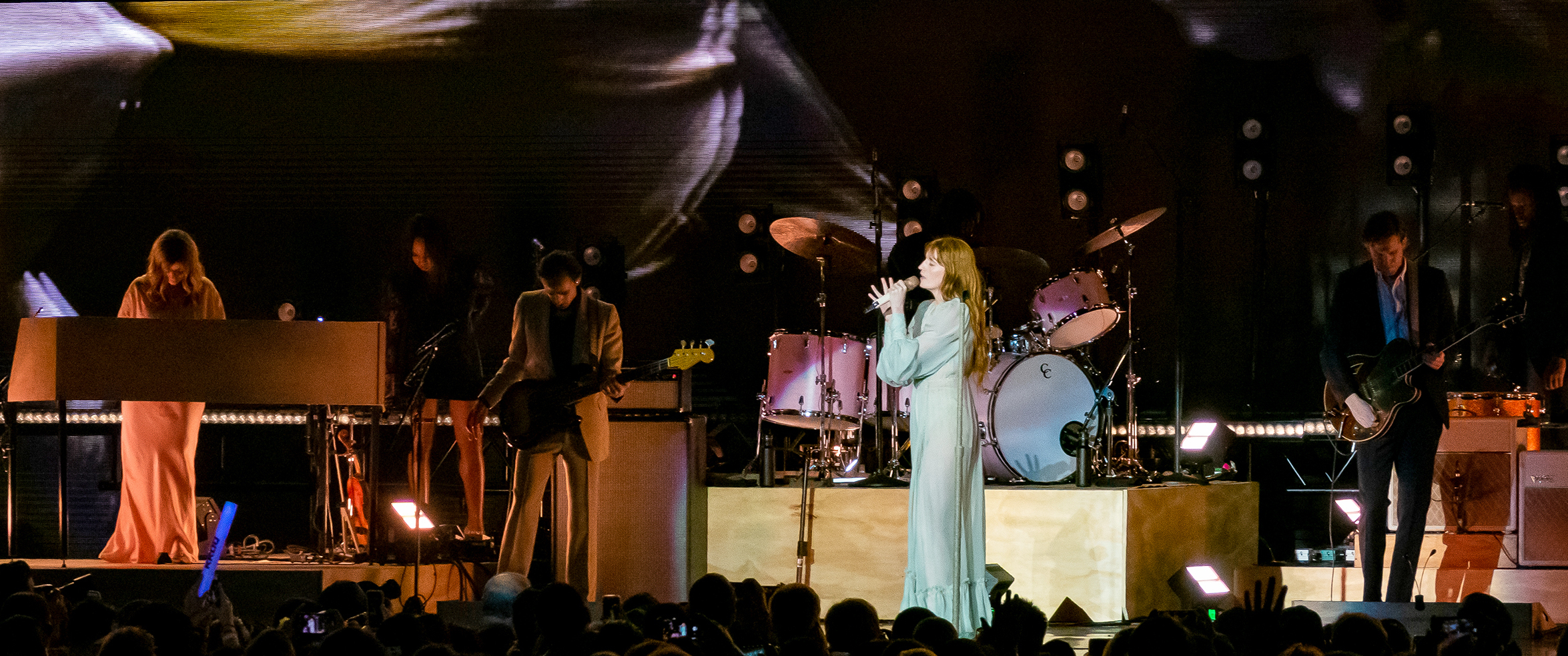
Florence + the Machine (2018)

Dies ist eine Übersicht über die Auszeichnungen für Musikverkäufe der englischen Band Florence + the Machine. Die Auszeichnungen finden sich nach ihrer Art (Gold, Platin usw.), nach Staaten getrennt in chronologischer Reihenfolge, geordnet sowie nach den Tonträgern selbst, ebenfalls in chronologischer Reihenfolge, getrennt nach Medium (Alben, Singles usw.), wieder.

## Auszeichnungen
| - Vereinigtes Königreich - 2019: für die Single What Kind of Man - 2021: für die Single Cosmic Love - 2022: für die Single Kiss with a Fist - 2023: für die Single No Light, No Light - 2024: für das Lied Florida!!! - 2025: für die Single Free - 2025: für die Single My Love - 2025: für die Single Delilah - Australien - 2012: für die Single What The Water Gave Me - 2015: für die Single You Got the Dirtee Love - 2024: für das Lied Florida!!! - Belgien - 2010: für das Album Lungs - 2012: für das Album Ceremonials - 2012: für die Single Spectrum (Say My Name) - Brasilien - 2023: für das Lied Dog Days Are Over (Unplugged) - 2024: für die Single Ship to Wreck - 2024: für die Single You’ve Got the Love - 2024: für die Single Spectrum (Say My Name) - 2024: für die Single No Light, No Light - 2024: für die Single Sky Full of Song - 2024: für die Single What Kind of Man - 2024: für die Single Free - 2024: für die Single King - 2024: für die Single Big God - 2024: für die Single Delilah - 2024: für die Single My Love - 2024: für das Album Lungs - 2024: für das Album How Big, How Blue, How Beautiful - 2024: für das Album MTV Unplugged - Dänemark - 2013: für das Streaming Spectrum (Say My Name) - 2018: für das Album Ceremonials - 2022: für die Single Shake It Out - 2023: für die Single Dog Days Are Over - Deutschland - 2012: für das Album Ceremonials - 2018: für die Single Shake It Out - 2018: für die Single Spectrum (Say My Name) - 2018: für die Single You’ve Got the Love - 2019: für das Album How Big, How Blue, How Beautiful - 2023: für die Single Dog Days Are Over - Griechenland - 2023: für die Single Dog Days Are Over - Italien - 2014: für die Single Spectrum (Say My Name) - 2017: für die Single Shake It Out - 2020: für das Album Ceremonials - Kanada - 2011: für das Album Lungs - 2011: für das Album Ceremonials - 2019: für die Single Hunger - Neuseeland - 2023: für das Album High as Hope - Österreich - 2012: für das Album Ceremonials - 2016: für das Album How Big, How Blue, How Beautiful - Polen - 2010: für das Album Between Two Lungs - 2012: für das Album MTV Unplugged - 2019: für das Album High as Hope - Portugal - 2022: für die Single Shake It Out - Spanien - 2024: für die Single Shake It Out - Vereinigte Staaten - 2018: für das Album How Big, How Blue, How Beautiful - 2023: für die Single Hunger - 2023: für die Single Kiss with a Fist - 2023: für die Single Never Let Me Go - 2023: für die Single No Light, No Light - 2023: für die Single Ship to Wreck - 2023: für die Single What Kind of Man - 2023: für die Single What The Water Gave Me - 2023: für das Lied Seven Devils - Vereinigtes Königreich - 2018: für das Album High as Hope - 2021: für die Single Ship to Wreck - 2022: für die Single Rabbit Heart (Raise It Up) - 2023: für die Single Hunger - 2024: für das Album Dance Fever - 2024: für die Single Never Let Me Go | - Australien - 2016: für das Album How Big, How Blue, How Beautiful - 2023: für die Single Cosmic Love - 2023: für die Single Hunger - 2023: für die Single Ship to Wreck - 2023: für die Single What Kind of Man - Brasilien - 2024: für die Single Never Let Me Go - 2024: für die Single Hunger - 2024: für das Album Ceremonials - 2024: für das Album Between Two Lungs - Dänemark - 2025: für die Single You’ve Got the Love - 2025: für das Album Lungs - Deutschland - 2023: für das Album Lungs - Italien - 2019: für die Single You’ve Got the Love - 2019: für die Single Dog Days Are Over - 2024: für das Album Lungs - Neuseeland - 2018: für das Album How Big, How Blue, How Beautiful - 2024: für die Single Ship to Wreck - 2024: für die Single Never Let Me Go - Polen - 2010: für das Album Lungs - 2012: für das Album Ceremonials - Portugal - 2010: für das Album Lungs - Spanien - 2024: für die Single Dog Days Are Over - 2025: für die Single You’ve Got the Love - Vereinigte Staaten - 2014: für die Single Cosmic Love - 2015: für das Album Ceremonials - 2023: für die Single You’ve Got the Love - Vereinigtes Königreich - 2016: für das Album How Big, How Blue, How Beautiful - 2024: für die Single You Got the Dirtee Love - Brasilien - 2024: für die Single Shake It Out - Europa - 2012: für das Album Lungs - Neuseeland - 2015: für die Single Spectrum (Say My Name) - Portugal - 2023: für die Single Dog Days Are Over - Vereinigte Staaten - 2018: für das Album Lungs - Vereinigtes Königreich - 2021: für die Single Spectrum (Say My Name) - 2024: für die Single Shake It Out | - Australien - 2023: für die Single Shake It Out - Irland - 2011: für das Album Ceremonials - Neuseeland - 2019: für das Album Ceremonials - 2025: für die Single Shake It Out - Polen - 2016: für das Album How Big, How Blue, How Beautiful - Vereinigte Staaten - 2023: für die Single Shake It Out - Vereinigtes Königreich - 2020: für das Album Ceremonials - Australien - 2023: für das Album Ceremonials - 2023: für das Album Lungs - Irland - 2009: für das Album Lungs - Neuseeland - 2024: für das Album Lungs - 2024: für die Single You’ve Got the Love - Australien - 2023: für die Single Spectrum (Say My Name) - Vereinigtes Königreich - 2025: für die Single You’ve Got the Love - 2025: für die Single Dog Days Are Over - Australien - 2023: für die Single Never Let Me Go - Neuseeland - 2024: für die Single Dog Days Are Over - Vereinigte Staaten - 2023: für die Single Dog Days Are Over - Vereinigtes Königreich - 2019: für das Album Lungs - Australien - 2023: für die Single Dog Days Are Over - 2023: für die Single You’ve Got the Love - Brasilien - 2024: für die Single Dog Days Are Over |

## Auszeichnungen nach Alben

### Lungs / Between Two Lungs
| Land/Region                  | Auszeichnungen für Musikverkäufe (Land/Region, Auszeichnung, Verkäufe) | Verkäufe    |
| ---------------------------- | ---------------------------------------------------------------------- | ----------- |
| Australien (ARIA)            | 4× Platin                                                              | 280.000     |
| Belgien (BRMA)               | Gold                                                                   | 15.000      |
| Brasilien (PMB)              | Gold (Lungs) · + Platin (Between Two Lungs)                            | 70.000      |
| Dänemark (IFPI)              | Platin                                                                 | 20.000      |
| Deutschland (BVMI)           | Platin                                                                 | 200.000     |
| Europa (IFPI)                | 2× Platin                                                              | (2.000.000) |
| Irland (IRMA)                | 4× Platin                                                              | 60.000      |
| Italien (FIMI)               | Platin                                                                 | 50.000      |
| Kanada (MC)                  | Gold                                                                   | 40.000      |
| Neuseeland (RMNZ)            | 4× Platin                                                              | 60.000      |
| Polen (ZPAV)                 | Platin (Lungs) · + Gold (Between Two Lungs)                            | 30.000      |
| Portugal (AFP)               | Platin                                                                 | 20.000      |
| Vereinigte Staaten (RIAA)    | 2× Platin                                                              | 2.000.000   |
| Vereinigtes Königreich (BPI) | 6× Platin                                                              | 1.800.000   |
| Insgesamt                    | 4× Gold · 28× Platin ·                                                 | 4.645.000   |

### Ceremonials
| Land/Region                  | Auszeichnungen für Musikverkäufe (Land/Region, Auszeichnung, Verkäufe) | Verkäufe  |
| ---------------------------- | ---------------------------------------------------------------------- | --------- |
| Australien (ARIA)            | 4× Platin                                                              | 280.000   |
| Belgien (BRMA)               | Gold                                                                   | 15.000    |
| Brasilien (PMB)              | Platin                                                                 | 40.000    |
| Dänemark (IFPI)              | Gold                                                                   | 10.000    |
| Deutschland (BVMI)           | Gold                                                                   | 100.000   |
| Irland (IRMA)                | 3× Platin                                                              | 45.000    |
| Italien (FIMI)               | Gold                                                                   | 25.000    |
| Kanada (MC)                  | Gold                                                                   | 40.000    |
| Neuseeland (RMNZ)            | 3× Platin                                                              | 45.000    |
| Österreich (IFPI)            | Gold                                                                   | 10.000    |
| Polen (ZPAV)                 | Platin                                                                 | 20.000    |
| Vereinigte Staaten (RIAA)    | Platin                                                                 | 1.000.000 |
| Vereinigtes Königreich (BPI) | 3× Platin                                                              | 900.000   |
| Insgesamt                    | 6× Gold · 16× Platin ·                                                 | 2.530.000 |

### MTV Unplugged
| Land/Region     | Auszeichnungen für Musikverkäufe (Land/Region, Auszeichnung, Verkäufe) | Verkäufe |
| --------------- | ---------------------------------------------------------------------- | -------- |
| Brasilien (PMB) | Gold                                                                   | 20.000   |
| Polen (ZPAV)    | Gold                                                                   | 10.000   |
| Insgesamt       | 2× Gold ·                                                              | 30.000   |

### How Big, How Blue, How Beautiful
| Land/Region                  | Auszeichnungen für Musikverkäufe (Land/Region, Auszeichnung, Verkäufe) | Verkäufe  |
| ---------------------------- | ---------------------------------------------------------------------- | --------- |
| Australien (ARIA)            | Platin                                                                 | 70.000    |
| Brasilien (PMB)              | Gold                                                                   | 20.000    |
| Deutschland (BVMI)           | Gold                                                                   | 100.000   |
| Neuseeland (RMNZ)            | Platin                                                                 | 15.000    |
| Österreich (IFPI)            | Gold                                                                   | 7.500     |
| Polen (ZPAV)                 | 3× Platin                                                              | 60.000    |
| Vereinigte Staaten (RIAA)    | Gold                                                                   | 500.000   |
| Vereinigtes Königreich (BPI) | Platin                                                                 | 300.000   |
| Insgesamt                    | 4× Gold · 6× Platin ·                                                  | 1.072.500 |

### High as Hope
| Land/Region                  | Auszeichnungen für Musikverkäufe (Land/Region, Auszeichnung, Verkäufe) | Verkäufe |
| ---------------------------- | ---------------------------------------------------------------------- | -------- |
| Neuseeland (RMNZ)            | Gold                                                                   | 7.500    |
| Polen (ZPAV)                 | Gold                                                                   | 10.000   |
| Vereinigtes Königreich (BPI) | Gold                                                                   | 100.000  |
| Insgesamt                    | 3× Gold ·                                                              | 117.500  |

### Dance Fever
| Land/Region                  | Auszeichnungen für Musikverkäufe (Land/Region, Auszeichnung, Verkäufe) | Verkäufe |
| ---------------------------- | ---------------------------------------------------------------------- | -------- |
| Vereinigtes Königreich (BPI) | Gold                                                                   | 100.000  |
| Insgesamt                    | 1× Gold ·                                                              | 100.000  |

## Auszeichnungen nach Singles

### Kiss with a Fist
| Land/Region                  | Auszeichnungen für Musikverkäufe (Land/Region, Auszeichnung, Verkäufe) | Verkäufe |
| ---------------------------- | ---------------------------------------------------------------------- | -------- |
| Vereinigte Staaten (RIAA)    | Gold                                                                   | 500.000  |
| Vereinigtes Königreich (BPI) | Silber                                                                 | 200.000  |
| Insgesamt                    | 1× Silber · 1× Gold ·                                                  | 700.000  |

### Dog Days Are Over
| Land/Region                  | Auszeichnungen für Musikverkäufe (Land/Region, Auszeichnung, Verkäufe) | Verkäufe   |
| ---------------------------- | ---------------------------------------------------------------------- | ---------- |
| Australien (ARIA)            | 7× Platin                                                              | 490.000    |
| Brasilien (PMB)              | Diamant                                                                | 250.000    |
| Dänemark (IFPI)              | Gold                                                                   | 45.000     |
| Deutschland (BVMI)           | Gold                                                                   | 150.000    |
| Griechenland (IFPI)          | Gold                                                                   | 10.000     |
| Italien (FIMI)               | Platin                                                                 | 50.000     |
| Neuseeland (RMNZ)            | 6× Platin                                                              | 180.000    |
| Portugal (AFP)               | 2× Platin                                                              | 20.000     |
| Spanien (Promusicae)         | Platin                                                                 | 60.000     |
| Vereinigte Staaten (RIAA)    | 6× Platin                                                              | 6.000.000  |
| Vereinigtes Königreich (BPI) | 5× Platin                                                              | 3.000.000  |
| Insgesamt                    | 3× Gold · 28× Platin · 1× Diamant ·                                    | 10.435.000 |

### You’ve Got the Love
| Land/Region                  | Auszeichnungen für Musikverkäufe (Land/Region, Auszeichnung, Verkäufe) | Verkäufe  |
| ---------------------------- | ---------------------------------------------------------------------- | --------- |
| Australien (ARIA)            | 7× Platin                                                              | 490.000   |
| Brasilien (PMB)              | Gold                                                                   | 30.000    |
| Dänemark (IFPI)              | Platin                                                                 | 90.000    |
| Deutschland (BVMI)           | Gold                                                                   | 150.000   |
| Italien (FIMI)               | Platin                                                                 | 50.000    |
| Neuseeland (RMNZ)            | 4× Platin                                                              | 120.000   |
| Spanien (Promusicae)         | Platin                                                                 | 60.000    |
| Vereinigte Staaten (RIAA)    | Platin                                                                 | 1.000.000 |
| Vereinigtes Königreich (BPI) | 5× Platin                                                              | 3.000.000 |
| Insgesamt                    | 2× Gold · 20× Platin ·                                                 | 4.990.000 |

### Rabbit Heart (Raise It Up)
| Land/Region                  | Auszeichnungen für Musikverkäufe (Land/Region, Auszeichnung, Verkäufe) | Verkäufe |
| ---------------------------- | ---------------------------------------------------------------------- | -------- |
| Vereinigtes Königreich (BPI) | Gold                                                                   | 400.000  |
| Insgesamt                    | 1× Gold ·                                                              | 400.000  |

### You Got the Dirtee Love
| Land/Region                  | Auszeichnungen für Musikverkäufe (Land/Region, Auszeichnung, Verkäufe) | Verkäufe |
| ---------------------------- | ---------------------------------------------------------------------- | -------- |
| Australien (ARIA)            | Gold                                                                   | 35.000   |
| Vereinigtes Königreich (BPI) | Platin                                                                 | 600.000  |
| Insgesamt                    | 1× Gold · 1× Platin ·                                                  | 635.000  |

### Cosmic Love
| Land/Region                  | Auszeichnungen für Musikverkäufe (Land/Region, Auszeichnung, Verkäufe) | Verkäufe  |
| ---------------------------- | ---------------------------------------------------------------------- | --------- |
| Australien (ARIA)            | Platin                                                                 | 70.000    |
| Vereinigte Staaten (RIAA)    | Platin                                                                 | 1.000.000 |
| Vereinigtes Königreich (BPI) | Silber                                                                 | 200.000   |
| Insgesamt                    | 1× Silber · 2× Platin ·                                                | 1.270.000 |

### What the Water Gave Me
| Land/Region               | Auszeichnungen für Musikverkäufe (Land/Region, Auszeichnung, Verkäufe) | Verkäufe |
| ------------------------- | ---------------------------------------------------------------------- | -------- |
| Australien (ARIA)         | Gold                                                                   | 35.000   |
| Vereinigte Staaten (RIAA) | Gold                                                                   | 500.000  |
| Insgesamt                 | 2× Gold ·                                                              | 535.000  |

### Shake It Out
| Land/Region                  | Auszeichnungen für Musikverkäufe (Land/Region, Auszeichnung, Verkäufe) | Verkäufe  |
| ---------------------------- | ---------------------------------------------------------------------- | --------- |
| Australien (ARIA)            | 3× Platin                                                              | 210.000   |
| Brasilien (PMB)              | 2× Platin                                                              | 120.000   |
| Dänemark (IFPI)              | Gold                                                                   | 45.000    |
| Deutschland (BVMI)           | Gold                                                                   | 150.000   |
| Italien (FIMI)               | Gold                                                                   | 25.000    |
| Neuseeland (RMNZ)            | 3× Platin                                                              | 90.000    |
| Portugal (AFP)               | Gold                                                                   | 5.000     |
| Spanien (Promusicae)         | Gold                                                                   | 30.000    |
| Vereinigte Staaten (RIAA)    | 3× Platin                                                              | 3.000.000 |
| Vereinigtes Königreich (BPI) | 2× Platin                                                              | 1.200.000 |
| Insgesamt                    | 5× Gold · 13× Platin ·                                                 | 4.875.000 |

### No Light, No Light
| Land/Region                  | Auszeichnungen für Musikverkäufe (Land/Region, Auszeichnung, Verkäufe) | Verkäufe |
| ---------------------------- | ---------------------------------------------------------------------- | -------- |
| Brasilien (PMB)              | Gold                                                                   | 30.000   |
| Vereinigte Staaten (RIAA)    | Gold                                                                   | 500.000  |
| Vereinigtes Königreich (BPI) | Silber                                                                 | 200.000  |
| Insgesamt                    | 1× Silber · 2× Gold ·                                                  | 730.000  |

### Never Let Me Go
| Land/Region                  | Auszeichnungen für Musikverkäufe (Land/Region, Auszeichnung, Verkäufe) | Verkäufe  |
| ---------------------------- | ---------------------------------------------------------------------- | --------- |
| Australien (ARIA)            | 6× Platin                                                              | 420.000   |
| Brasilien (PMB)              | Platin                                                                 | 60.000    |
| Neuseeland (RMNZ)            | Platin                                                                 | 30.000    |
| Vereinigte Staaten (RIAA)    | Gold                                                                   | 500.000   |
| Vereinigtes Königreich (BPI) | Gold                                                                   | 400.000   |
| Insgesamt                    | 2× Gold · 8× Platin ·                                                  | 1.410.000 |

### Spectrum (Say My Name)
| Land/Region                  | Auszeichnungen für Musikverkäufe (Land/Region, Auszeichnung, Verkäufe) | Verkäufe  |
| ---------------------------- | ---------------------------------------------------------------------- | --------- |
| Australien (ARIA)            | 5× Platin                                                              | 350.000   |
| Belgien (BRMA)               | Gold                                                                   | 15.000    |
| Brasilien (PMB)              | Gold                                                                   | 30.000    |
| Deutschland (BVMI)           | Gold                                                                   | 150.000   |
| Italien (FIMI)               | Gold                                                                   | 15.000    |
| Neuseeland (RMNZ)            | 2× Platin                                                              | 30.000    |
| Vereinigtes Königreich (BPI) | 2× Platin                                                              | 1.200.000 |
| Insgesamt                    | 4× Gold · 9× Platin ·                                                  | 1.790.000 |

### What Kind of Man
| Land/Region                  | Auszeichnungen für Musikverkäufe (Land/Region, Auszeichnung, Verkäufe) | Verkäufe |
| ---------------------------- | ---------------------------------------------------------------------- | -------- |
| Australien (ARIA)            | Platin                                                                 | 70.000   |
| Brasilien (PMB)              | Gold                                                                   | 30.000   |
| Vereinigte Staaten (RIAA)    | Gold                                                                   | 500.000  |
| Vereinigtes Königreich (BPI) | Silber                                                                 | 200.000  |
| Insgesamt                    | 1× Silber · 2× Gold · 1× Platin ·                                      | 800.000  |

### Ship to Wreck
| Land/Region                  | Auszeichnungen für Musikverkäufe (Land/Region, Auszeichnung, Verkäufe) | Verkäufe  |
| ---------------------------- | ---------------------------------------------------------------------- | --------- |
| Australien (ARIA)            | Platin                                                                 | 70.000    |
| Brasilien (PMB)              | Gold                                                                   | 30.000    |
| Neuseeland (RMNZ)            | Platin                                                                 | 30.000    |
| Vereinigte Staaten (RIAA)    | Gold                                                                   | 500.000   |
| Vereinigtes Königreich (BPI) | Gold                                                                   | 400.000   |
| Insgesamt                    | 3× Gold · 2× Platin ·                                                  | 1.030.000 |

### Delilah
| Land/Region                  | Auszeichnungen für Musikverkäufe (Land/Region, Auszeichnung, Verkäufe) | Verkäufe |
| ---------------------------- | ---------------------------------------------------------------------- | -------- |
| Brasilien (PMB)              | Gold                                                                   | 30.000   |
| Vereinigtes Königreich (BPI) | Silber                                                                 | 200.000  |
| Insgesamt                    | 1× Silber · 1× Gold ·                                                  | 230.000  |

### Sky Full of Song
| Land/Region     | Auszeichnungen für Musikverkäufe (Land/Region, Auszeichnung, Verkäufe) | Verkäufe |
| --------------- | ---------------------------------------------------------------------- | -------- |
| Brasilien (PMB) | Gold                                                                   | 20.000   |
| Insgesamt       | 1× Gold ·                                                              | 20.000   |

### Hunger
| Land/Region                  | Auszeichnungen für Musikverkäufe (Land/Region, Auszeichnung, Verkäufe) | Verkäufe  |
| ---------------------------- | ---------------------------------------------------------------------- | --------- |
| Australien (ARIA)            | Platin                                                                 | 70.000    |
| Brasilien (PMB)              | Platin                                                                 | 40.000    |
| Kanada (MC)                  | Gold                                                                   | 40.000    |
| Vereinigte Staaten (RIAA)    | Gold                                                                   | 500.000   |
| Vereinigtes Königreich (BPI) | Gold                                                                   | 400.000   |
| Insgesamt                    | 3× Gold · 2× Platin ·                                                  | 1.050.000 |

### Big God
| Land/Region     | Auszeichnungen für Musikverkäufe (Land/Region, Auszeichnung, Verkäufe) | Verkäufe |
| --------------- | ---------------------------------------------------------------------- | -------- |
| Brasilien (PMB) | Gold                                                                   | 20.000   |
| Insgesamt       | 1× Gold ·                                                              | 20.000   |

### King
| Land/Region     | Auszeichnungen für Musikverkäufe (Land/Region, Auszeichnung, Verkäufe) | Verkäufe |
| --------------- | ---------------------------------------------------------------------- | -------- |
| Brasilien (PMB) | Gold                                                                   | 20.000   |
| Insgesamt       | 1× Gold ·                                                              | 20.000   |

### My Love
| Land/Region                  | Auszeichnungen für Musikverkäufe (Land/Region, Auszeichnung, Verkäufe) | Verkäufe |
| ---------------------------- | ---------------------------------------------------------------------- | -------- |
| Brasilien (PMB)              | Gold                                                                   | 20.000   |
| Vereinigtes Königreich (BPI) | Silber                                                                 | 200.000  |
| Insgesamt                    | 1× Silber · 1× Gold ·                                                  | 220.000  |

### Free
| Land/Region                  | Auszeichnungen für Musikverkäufe (Land/Region, Auszeichnung, Verkäufe) | Verkäufe |
| ---------------------------- | ---------------------------------------------------------------------- | -------- |
| Brasilien (PMB)              | Gold                                                                   | 20.000   |
| Vereinigtes Königreich (BPI) | Silber                                                                 | 200.000  |
| Insgesamt                    | 1× Silber · 1× Gold ·                                                  | 220.000  |

## Auszeichnungen nach Liedern

### Seven Devils
| Land/Region               | Auszeichnungen für Musikverkäufe (Land/Region, Auszeichnung, Verkäufe) | Verkäufe |
| ------------------------- | ---------------------------------------------------------------------- | -------- |
| Vereinigte Staaten (RIAA) | Gold                                                                   | 500.000  |
| Insgesamt                 | 1× Gold ·                                                              | 500.000  |

### Dog Days Are Over (Unplugged)
| Land/Region     | Auszeichnungen für Musikverkäufe (Land/Region, Auszeichnung, Verkäufe) | Verkäufe |
| --------------- | ---------------------------------------------------------------------- | -------- |
| Brasilien (PMB) | Gold                                                                   | 30.000   |
| Insgesamt       | 1× Gold ·                                                              | 30.000   |

### Florida!!!
| Land/Region                  | Auszeichnungen für Musikverkäufe (Land/Region, Auszeichnung, Verkäufe) | Verkäufe |
| ---------------------------- | ---------------------------------------------------------------------- | -------- |
| Australien (ARIA)            | Gold                                                                   | 35.000   |
| Vereinigtes Königreich (BPI) | Silber                                                                 | 200.000  |
| Insgesamt                    | 1× Silber · 1× Gold ·                                                  | 235.000  |

## Auszeichnungen nach Musikstreams

### Spectrum (Say My Name)
| Land/Region     | Auszeichnungen für Musikverkäufe (Land/Region, Auszeichnung, Verkäufe) | Verkäufe |
| --------------- | ---------------------------------------------------------------------- | -------- |
| Dänemark (IFPI) | Gold                                                                   | 900.000  |
| Insgesamt       | 1× Gold ·                                                              | 900.000  |

## Statistik und Quellen
| Land/RegionAuszeichnungen für Musikverkäufe (Land/Region, Auszeichnungen, Verkäufe, Quellen) | Silber     | Gold       | Platin         | Diamant  | Verkäufe    | Quellen                               |
| -------------------------------------------------------------------------------------------- | ---------- | ---------- | -------------- | -------- | ----------- | ------------------------------------- |
| Australien (ARIA)                                                                            | —          | 3× Gold3   | 41× Platin41   | —        | 2.975.000   | aria.com.au                           |
| Belgien (BRMA)                                                                               | —          | 3× Gold3   | —              | —        | 45.000      | ultratop.be                           |
| Brasilien (PMB)                                                                              | —          | 15× Gold15 | 6× Platin6     | Diamant1 | 860.000     | pro-musicabr.org.br                   |
| Dänemark (IFPI)                                                                              | —          | 4× Gold4   | 2× Platin2     | —        | 210.000     | ifpi.dk                               |
| Deutschland (BVMI)                                                                           | —          | 6× Gold6   | Platin1        | —        | 1.000.000   | musikindustrie.de                     |
| Europa (IFPI)                                                                                | —          | —          | 2× Platin2     | —        | (2.000.000) | ifpi.org                              |
| Griechenland (IFPI)                                                                          | —          | Gold1      | —              | —        | 10.000      | Einzelnachweise                       |
| Irland (IRMA)                                                                                | —          | —          | 7× Platin7     | —        | 105.000     | irishcharts.ie                        |
| Italien (FIMI)                                                                               | —          | 3× Gold3   | 3× Platin3     | —        | 215.000     | fimi.it                               |
| Kanada (MC)                                                                                  | —          | 3× Gold3   | —              | —        | 120.000     | musiccanada.com                       |
| Neuseeland (RMNZ)                                                                            | —          | Gold1      | 25× Platin25   | —        | 607.500     | aotearoamusiccharts.co.nz NZ2 NZ3 NZ4 |
| Österreich (IFPI)                                                                            | —          | 2× Gold2   | —              | —        | 17.500      | ifpi.at                               |
| Polen (ZPAV)                                                                                 | —          | 3× Gold3   | 5× Platin5     | —        | 130.000     | olis.pl                               |
| Portugal (AFP)                                                                               | —          | Gold1      | 3× Platin3     | —        | 45.000      | Einzelnachweise                       |
| Spanien (Promusicae)                                                                         | —          | Gold1      | 2× Platin2     | —        | 150.000     | elportaldemusica.es                   |
| Vereinigte Staaten (RIAA)                                                                    | —          | 9× Gold9   | 14× Platin14   | —        | 18.500.000  | riaa.com                              |
| Vereinigtes Königreich (BPI)                                                                 | 8× Silber8 | 6× Gold6   | 25× Platin25   | —        | 15.400.000  | bpi.co.uk                             |
| Insgesamt                                                                                    | 8× Silber8 | 61× Gold61 | 136× Platin136 | Diamant1 |             |                                       |